# La olimpiada (Arne)
La olimpiada  (L’Olimpiade)  es el título de una ópera seria que el italiano Pietro Metastasio (1698 – 1782) escribió como poeta oficial del Emperador de Austria. El texto fue encargado para que sirviera de libreto a la ópera homónima del compositor Antonio Caldara (Venecia, 1670 – Viena, 1736), a la sazón maestro de capilla de la corte imperial de Viena.
La obra, cantada en italiano y dividida en tres actos, se estrenó en Viena con motivo del cumpleaños de la emperatriz Isabel Cristina de Brunswick-Wolfenbüttel  esposa del emperador Carlos VI, el 28 de agosto de 1733. 

## Composición
Las fuentes que utilizó Metastasio para el libreto fueron: los trabajos históricos de Heródoto de Halicarnaso y  Pausanias; así como los dramas "Gli inganni felici" de Apostolo Zeno, "Aminta" y "Torrismondo" de Torquato Tasso y "Pastor fido" de Battista Guarini. 

## Estreno

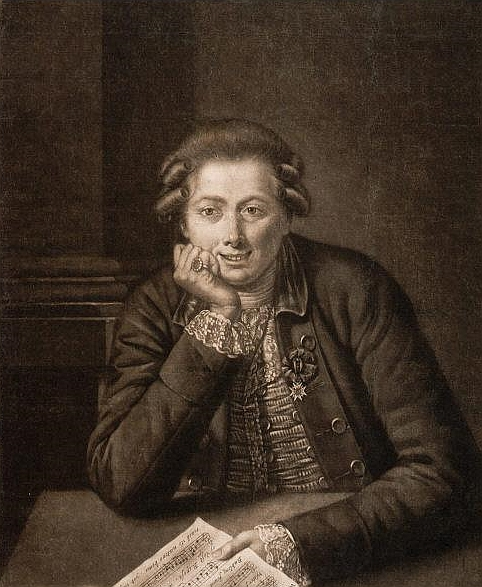
El castrato Giusto Fernando Tenducci

En 1765, el compositor inglés Thomas Augustine Arne (1710 – 1778) retomó el libreto de Metastasio, modificado por Giovanni Gualberto Bottarelli, para componer una ópera homónima en tres actos, con los recitativos en inglés y la arias cantadas en italiano, cuyo estreno tuvo lugar en el Teatro Haymarket de Londres, el 27 de abril.

## Personajes
| Personaje                                    | Tesitura         | Reparto el 27 de abril de 1765 Director: Thomas Augustine Arne |
| -------------------------------------------- | ---------------- | -------------------------------------------------------------- |
| Clistene (rey de Sición)                     | tenor            | Ercole Ciprandi                                                |
| Aristea (hija de Clistene)                   | soprano          | Teresa Scotti                                                  |
| Lycidas (supuesto príncipe de Creta)         | soprano castrato | Giusto Ferdinardo Tenducci                                     |
| Meraspe                                      | soprano castrato | Giovanni Manzuoli (Succianoccioli)                             |
| Argene (dama cretense, enamorada de Lycidas) | soprano          | Clementina Cremonini                                           |
| Aminta (tutor de Lycidas)                    | ¿?               | Leopoldo de Micheli                                            |
| Olinto (secretario de Clistene)              | ¿?               | Sra Polly                                                      |

Las representaciones tuvieron lugar los días: 27 y 30 de abril.

## Argumento

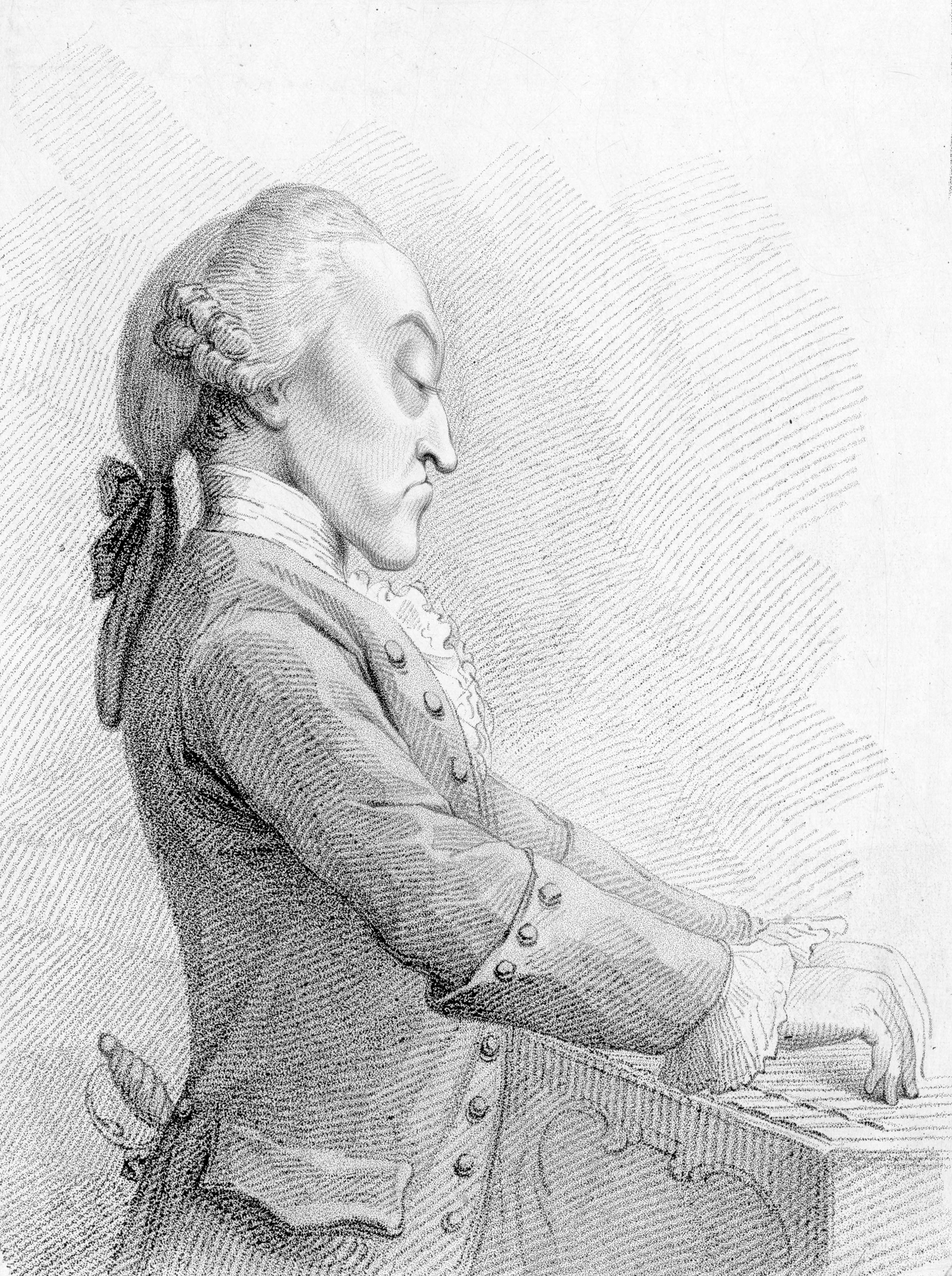
Litografía de Thomas Augustine Arne

La trama se desarrolla en el Sición (Grecia), en época mítica.

### Acto I
Megacle llega a Sición justo a tiempo para participar en los Juegos Olímpicos bajo el nombre de Lycidas, un amigo al que una vez le salvó la vida. Sin que Megacle lo sepa, Lycidas está enamorado de Aristea, estando la mano de esta última prometida al ganador de los juegos por su padre, el rey Clistene. 
Lycidas, que una vez estuvo prometido a la princesa Argene de Creta, no sabe que Megacle y Aristea están enamorados el uno del otro, y le cuenta a su amigo cual es el premio de los juegos. Aristea y Megacle se alegran de que si éste gana podrán casarse, pero Megacle se siente presionado por haber dado su palabra de que competiría como Lycidas. 
Mientras tanto, Argene llega a Olimpia disfrazada como una pastora para recuperar a Lycidas. 

### Acto II
Megacle gana los juegos, confiesa la verdad a Aristea y se va con el corazón roto. 
Cuando Lycidas se acerca a reclamar su trofeo, Aristea lo rechaza así como también lo hace Argene. 
Aminta, tutor de Lycidas, dice que Megacle se ha ahogado y el rey Clistene, acusando a Lycidas de haber abandonado a su amigo, lo expulsa del reino.

### Acto III
Argene evita que la desesperada Aristea se suicide, Megacle es rescatado por un pescador y Lycidas planea el asesinato del Rey. 
Cuando el rey Clistene descubre las maquinaciones de Lycidas, Aristea pide piedad para él, mientras que Argene se ofrece para recibir el castigo en su lugar. Para convencer al Rey de que ella es una princesa cretense, le muestra a Clistene una cadena que Lycidas le había regalado. El Rey reconoce la cadena como perteneciente a su hijo, a quien él había abandonado durante su infancia para prevenir la profecía que decía que el pequeño mataría a su padre. 
Lycidas es reinsertado en la familia real, se reconcilia con Argene y permite que, su ahora hermana, Aristea, se una a Megacle.

## Influencia
Metastasio tuvo gran influencia sobre los compositores de ópera desde principios del siglo XVIII a comienzos del siglo XIX. Los teatros de más renombre representaron en este período obras del ilustre italiano, y los compositores musicalizaron los libretos que el público esperaba ansioso. La olimpiada fue uno de los que más éxito obtuvieron, pues fue utilizado por más de 50 compositores como libreto para sus óperas.